# توم بيغيلو
توم بيغيلو (بالإنجليزية: Tom Bigelow)‏ هو مهندس أمريكي، ولد في 31 أكتوبر 1939.

## روابط خارجية
- توم بيغيلو على موقع DriverDB.com (الإنجليزية)